# Zut
Zut is een plaats in de gemeente Dvor in de Kroatische provincie Sisak-Moslavina. De plaats telt 10 inwoners (2001).